# Степанов, Платон Викторович
Плато́н Ви́кторович Степа́нов (1798—1872) — Архангельский губернатор, действительный статский советник, владелец усадьбы Павлищев Бор.

## Биография
Родился 11 ноября 1798 года в сельце Степановское-Павлищево Мещовского уезда Калужской губернии в семье Виктора Степановича Степанова и его жены Ульяны Васильевны, происходил из Степановых — дворян Калужской губернии.
В военную службу вступил 2 ноября 1816 года подпрапорщиком в лейб-гвардии Семёновский полк.
Будучи подполковником, принимал участие в русско-турецкой войне 1828—1829 годов и 20 февраля 1829 года был награждён орденом Св. Георгия 4-й степени (№ 4260 по кавалерскому списку Григоровича — Степанова)
За отличие, оказанное при истреблении неприятельского флота на берегу Дуная.
Также за эту кампанию Степанов имел орден Св. Анны 2-й степени и золотую шпагу с надписью «За храбрость» (пожалована 29 мая 1830 года).
В 1831 году Степанов принимал участие в подавлении восстания в Польше, был ранен. За отличие произведён в полковники и награждён орденом Св. Владимира 4-й степени с бантом и Польским знаком отличия за военное достоинство (Virtuti Militari) 3-й степени.
Из-за ранений Степанов не смог продолжать строевую службу и 30 декабря 1833 года был уволен в отставку с определением к статским делам с чином статского советника.
20 августа 1837 года Степанов получил чин действительного статского советника и 7 июня 1839 года был назначен исправляющим дела Архангельского гражданского губернатора (утверждён в занимаемой должности 16 апреля 1841 года).
9 октября 1842 года Степанов вышел в отставку. Скончался в Москве  9 апреля 1872 года от чахотки.
Среди прочих наград Степанов имел Знак отличия беспорочной службы за XV лет, серебряную медаль «За Персидскую войну 1826, 1827 и 1828 годы» на Георгиевско-Владимирской ленте и серебряную медаль «За Турецкую войну 1828—1829 годов» на Георгиевской ленте.

## Семья
Отец — Виктор Степанович (ок. 1759—1839)

Мать — Ульяна Васильевна, урожденная Кузенева (? - 1840)
Братья —
- Григорий Викторович
- Александр Викторович
- Виктор Викторович
- Иван Викторович

Сёстры —
- Любовь Викторовна (в 1-м браке Данилова, супруг - полковник Павел Васильевич Данилов. во 2-м браке Викинская, супруг — Иван Михайлович Викинский) (р. 1790)[3].
- Татьяна Викторовна

Супруга — Елизавета Григорьевна Степанова, урождённая Константинова
Дети:
- Сын — Платон Платонович
- Сын - Александр Платонович (1849-?)
- Дочь — Елизавета Платоновна (1850—после 1915), в первом браке за полковником Н. П. Шлиттером. Второй муж — Василий Александрович Ярошенко, химик, брат живописца Н. А. Ярошенко, дядя Бориса Савинкова. Вместе с мужем покинули Россию до революции, их следы теряются во Флоренции.

## Адреса
Елизавета Платоновна после смерти отца и брата владела усадьбами:
- в Павлищевом Бору[4][5]
- в Москве
  - близ Хитровской площади (современный адреc Подкопаевский переулок/Подколокольный переулок, д.11/11/1 стр.2. Является Объектом культурного наследия регионального значения[6]— дом Е. П. Ярошенко с палатами (сер. XVII века) стольника Бутурлина). См. Дом Ярошенко.
  - в Заяузье, на Гончарной улице, бывший дом Тутолмина, бывший дом Прохорова[7] (современный адрес Гончарная улица, дом 12, является объектом культурного наследия Федерального значения[8])

В госархиве Архангельской области хранится переписка губернатора с родственниками и знакомыми членов семьи Степановых. Письма В. С. Степанова к кн. Н. Вяземскому, братьям Костиным, ведущим дела по винному откупу 1829—1831, к сыну Платону об имущественных делах. Стихотворения на французском языке.